# 江华轮
江华轮为1911年，江南船坞为招商局所造长江客货轮，主机、锅炉皆为中国产製，排水量4130吨，全长100米，宽14.3米，吃水3.65米，此外，江华轮配有两台三胀式蒸气机，双车功率2200马力，航速13节，可载货2321吨，载客384人。江华轮是当时中国所造最大最好的轮船。